# 温多弗空军基地
40°43′07″N 114°01′51″W / 40.71861°N 114.03083°W
温多弗空军基地（英語：Wendover Air Force Base）是美国空军在犹他州曾经的一处基地，现已建成为温多弗机场，最近的城市是温多弗。在二战期间，该空军基地曾用作B-17轰炸机、B-24轰炸机和第509混合飞行大队的训练基地，后者于二战期间在广岛与长崎投下原子弹。
戰後，溫多弗被用於訓練演習、射擊場和研究設施。 它於1969年被空軍關閉，並於1977年將基地移交給溫多弗市。猶他州圖爾縣於1998年獲得了機場和基地建築的所有權，該縣繼續將該機場作為公共機場運營。 原始轟炸範圍的一部分現在是猶他州測試和訓練靶場 (UTTR)，該靶場被空軍廣泛使用，靶場上有實彈目標。

## 起源
溫多弗空軍基地的歷史始於1940年，當時美國陸軍開始尋找額外的轟炸範圍。溫多弗鎮附近的地區非常適合這些需求。這片土地幾乎無人居住，飛行天氣普遍極佳，最近的大城市（鹽湖城）距離酒店有100英里（160公里）（當時溫多弗約有 100 名市民）。雖然與世隔絕，但該地區由西太平洋鐵路服務，其許多公民受僱於鐵路。
該基地於1940年9月20日開始建設，1940年11月4日開始建設。溫多弗空軍基地於1941年7月29日成為鹽湖城道格拉斯堡的一個分站。到那時，總共有1,822,000英畝（737,000公頃）為基地和相關的砲擊/轟炸範圍獲得86英里（138公里）長和18至36英里（29至58公里）寬。牧場主抗議失去他們的牧場，他們聲稱這將消滅他們，並使猶他州每年損失150萬美元。他們向州長亨利·胡珀·布拉德提出投訴，但戰爭部繼續推進轟炸場的發展。第一支軍事特遣隊於1941年8月12日抵達，在轟炸範圍內建造目標。為了提供水，一條管道從Pilot Peak上的泉水延伸到基地。

## 第二次世界大戰
隨著美國加入第二次世界大戰，溫多弗球場變得更加重要。這是陸軍空軍最大的轟炸和射擊場。 1942年3月，陸軍空軍啟動了溫多弗陸軍航空場，並將導彈、無人駕駛飛機和遙控炸彈的研發工作分配到該地點。新基地由希爾菲爾德的奧格登空軍基地提供和服務。 1942年4月，溫多弗分站啟用並承擔了該領域的技術和行政控制權，隸屬於奧格登空軍基地。溫多弗分站的任務是為駐紮在溫多弗戰場的組織徵用、儲存和發放所有陸軍空軍財產以進行訓練。
到1943年底，溫多弗約有2,000名文職僱員和17,500名軍事人員。在戰爭的大部分時間裡，基地的建設仍在繼續，包括三個8,100英尺（2,500米）的鋪砌跑道、滑行道、一個300,000平方英尺（28,000平方米）的坡道和七個機庫。到1945年5月，該基地由668棟建築組成，包括300個床位的醫院、體育館、游泳池、圖書館、小教堂、自助餐廳、保齡球館、兩個電影院和361個已婚軍官和平民住房單元。

### 重型轟炸組訓練

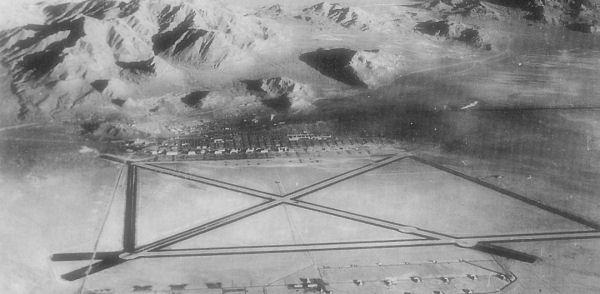
1943年溫多弗空軍基地向北看的航拍照片

溫多弗的任務是訓練重型炸彈小組。 波音B-17飛行堡壘和聯合B-24解放者大隊的訓練始於1942年4月，第306轟炸機大隊駕駛B-17飛機抵達。 從1942年3月到1944年4月，溫多弗空軍基地在一個階段的集體訓練中接待了20個新組建的B-17和B-24小組。 第二空軍將轟炸訓練分為三個階段。 首先，培訓的重點是個別機組人員。 第二，培訓涉及全體船員，他們將共同進行培訓。 第三階段也是最後階段，該小組的機組人員一起訓練，編隊飛行和練習戰鬥任務。 直到1943年底，每個階段的訓練都在不同的基地進行。                                                                                                                                                      
1. ↑  .   [2022-05-06]. （原始内容存档于2013-03-17）.